# Gemeine Seidenbiene
Die Gemeine Seidenbiene (Colletes daviesanus) ist eine Biene aus der Familie der Colletidae.  

## Merkmale
Die Bienen erreichen eine Körperlänge von 7 bis 9 Millimetern. Der Thorax und der Kopf sind rotbraun behaart, der Hinterleib ist schwarz gefärbt und trägt auf der Hinterseite jedes Segments eine dichte hellgraue filzige Binde, die sich fast über die gesamte hintere Hälfte der jeweiligen Segmente ausbreitet. Das Hinterleibsende läuft zu einer Spitze zu. Man kann die Art anhand äußerer Merkmale mit dem bloßen Auge nicht von einigen anderen Arten der Seidenbienen unterscheiden.

## Vorkommen
Die Art kommt in Europa, nördlich bis nach Schweden und Finnland vor. Sie kommt in Mitteleuropa häufig und fast überall vor, besiedelt jedoch bevorzugt sonnige, sandige oder lehmige Steilhänge wie etwa in Sandgruben, an Baggerseen oder Hohlwegen, findet sich aber auch regelmäßig im Siedlungsbereich des Menschen. Die Art gehört zu den häufigsten Seidenbienenarten in Mitteleuropa und ist nicht gefährdet. Die Flugzeit ist von Juni bis August.

## Lebensweise
Die Weibchen legen ihre Nester in gut verdichteten Lehm- und Sandwänden an und scheuen auch keine festeren Materialien, wie etwa Lehmfugen bei alten Gebäuden. Bei zahlreichem Auftreten im Mörtel von Backsteinbauten können sie die Hauswände beschädigen. Die Nester haben einen Durchmesser von etwa fünf Millimetern, verlaufen nahezu horizontal und verzweigen sich häufig gabelig bis rechtwinkelig. Regelmäßig legen hunderte oder mitunter auch tausende der Tiere ihre Nester eng nebeneinander an. Die Brut wird mit einem trockenen Gemisch aus Pollen und Nektar ausnahmslos von Korbblütlern, insbesondere von Rainfarn (Tanacetum vulgare) und Gemeiner Schafgarbe (Achillea millefolium) versorgt (Oligolektie). Die Innenseite der einzelnen Zellen, von denen bis zu 10 pro Nest angelegt werden, werden wie auch der Verschluss des Nesteingangs aus einer seidig schimmernden, cellophanartigen Masse gefertigt. Die Tiere überwintern als Larve im Kokon, die Verpuppung erfolgt erst im darauffolgenden Frühjahr. Regelmäßig werden die Nester von der neuen Generation wieder benutzt. Die Art wird von der Kuckucksbiene Epeolus variegatus parasitiert.

## Belege